# فندق لو رويال
فندق لو رويال - عمان هو أحد أطول البنايات في العاصمة الأردنية عمان. يقع في منطقة الدوار الثالث، وهو أحد فنادق سلسلة لو رويال، كما أنه مركز تسوق وفيه دور سينما ومكاتب تجارية.
بلغت تكلفة المبنى الأصلية 200 مليون دولارا ارتفعت إلى 350 مليون خلال مرحلة البناء.

## معرض صور

صورة توضح إضاءة الفندق الخارجية في الفترة المسائية
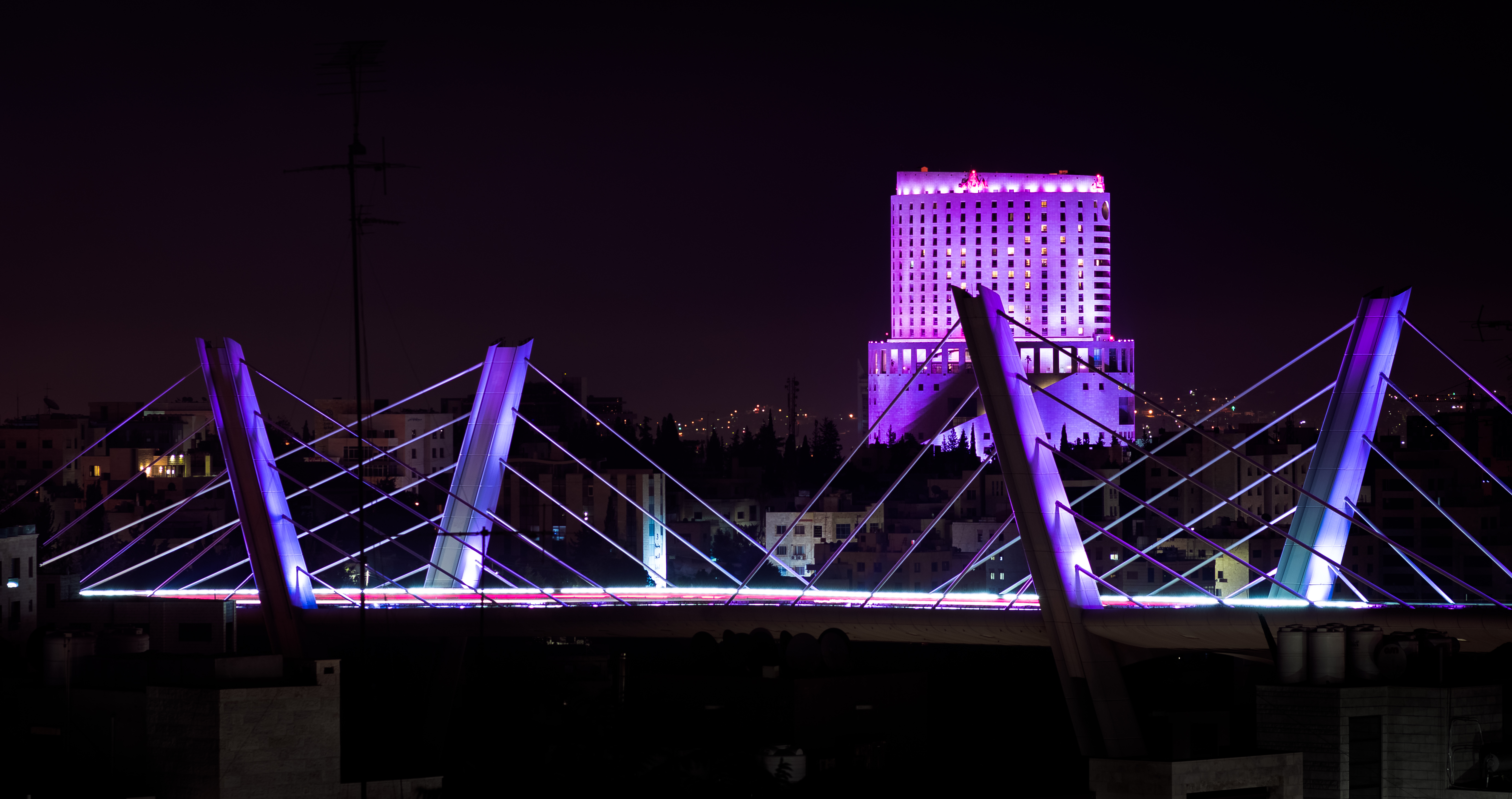